# 安徽大学龙河校区教学主楼
安徽大学龙河校区教学主楼是位于安徽省合肥市蜀山区肥西路3号安徽大学龙河校区的一座苏式建筑，建成于1958年。2012年，列入第六批安徽省文物保护单位。
1956年10月12日，开工建设。1958年竣工，是当时华东地区最大的教学楼。建筑构造为砖混结构，分为三部分：中部、左翼、右翼。中部为七层，左右翼为四层。总建筑面积1.84万平方米。教学主楼共有12个阶梯教室、70多个实验室，38个研究室、79间办公室。
教学主楼一楼北面正中悬挂有毛泽东书写的“安徽大学”牌匾。